# Ramón Mampel Dellà
Ramón Mampel Dellà (Traiguera, 1952) és un agricultor i sindicalista valencià, secretari general de la Unió de Llauradors i Ramaders del País Valencià de 2010 a 2018.
Amb estudis de capacitació agrícola, Mampel és productor d'oli i fruits secs al seu poble i comarca (el Baix Maestrat) a més de participar en altres projectes empresarials i desenvolupament rural com la cooperativa Clot d’En Simó de Xert, l'associació Proder Maestrat-Plana Alta per a l'impuls del programa Leader de la Unió Europea a les comarques de Castelló, fundador d'Intercoop (grup empresarial del sector agroalimentari), i membre del consell rector de la cooperativa de Traiguera.
Ramón Mampel accedí a la secretaria general del sindicat agrícola La Unió al XII congrés celebrat el novembre de 2010 i deixà el càrrec al XIV congrés de 2018 celebrat a Alboraia en que Carles Peris el va rellevar.